# 福兴乡 (肇源县)
福兴乡，是中华人民共和国黑龙江省大庆市肇源县下辖的一个乡镇级行政单位。

## 行政区划
福兴乡下辖以下地区：
永兴村、福兴村、新兴村、瑞兴村、复兴村、吉兴村和义兴村。